# Magnolia clemensiorum
Espèce
Statut de conservation UICN

 DD  : Données insuffisantes
Magnolia clemensiorum est une espèce de plantes à fleurs de la famille des Magnoliaceae. C'est un arbre trouvé au Viêt Nam.

## Description
C'est un arbre.

## Répartition et habitat
L'espèce est trouvée au Viêt Nam.
Elle pousse en milieu tropical humide.